# Acrocephalus syrinx
El carricero de las Carolinas  (Acrocephalus syrinx) es una especie de ave paseriforme de la familia Acrocephalidae propia de los Estados Federados de Micronesia.

## Distribución geográfica
Es endémica del archipiélago de las islas Carolinas, en Micronesia, distribuido por las islas de Woleai, Lamotrek, Chuuk, Ponapé, Nukuoro y Kosrae.